# Lijn M3 (Métro Léger de Charleroi)
Lijn M3 is een lightrail-lijn van de Métro Léger de Charleroi, in Charleroi. De lijn loopt van  Gosselies (ten noorden van het stadscentrum van Charleroi) naar het stadscentrum ent terug.

## Uitvoering
Het grootste deel van de lijn, tussen Faubourg de Bruxelles in Gosselies en Sacré Madame  volgt grotendeels het tracé van een voormalige tramroute die tot 1988 in gebruik was waarvan tussen 2009 en 2013 de traminfrastructuur compleet opnieuw werd aangelegd. Tussen 1988 en 2013 werd deze lijn alleen gebruikt voor ritten naar de stelplaats in Jumet. Het gedeelte van Faubourg de Bruxelles via City Nord naar Carosse  (alléén in die richting) volgt min of meer het tracé van de voormalige spoorlijn 119. Bij station Madeleine is een busstation aangelegd, waar een gelijkvloerse overstap tussen tram en bus mogelijk is.
Dit tracé is aangelegd als klassieke tramlijn, met de sporen grotendeels in het midden van de weg, deels op een eigen rijbaan, deels gemengd tussen het verkeer.
Vanaf station Piges gaat de lijn over op metro-infrastructuur.  Bij station Palais komt de lijn op de centrale ring, en rijdt deze rechtsom. Tussen Tirou en Gare Centrale is de lijn weer uitgevoerd als tramlijn, met gelijkvloerse kruisingen. Vanaf Vilette is de lijn weer uitgevoerd als metrolijn, en vervolgt ze de centrale ring om vanaf Palais via Jumet terug te gaan naar Anderlues.

## Geschiedenis
Vanaf 3 september 2012 reed lijn M3 alleen het traject over de centrale ring. Omdat lijn M2 geen hoge frequentie heeft, werd de lijn alvast in dienst gesteld, zodat het traject van de centrale ring met de klok mee vaker bediend werd. De aftakking naar Gosselies werd op 21 juni 2013 geopend, waardoor de lijn compleet in dienst werd gesteld. 
Lijn M3 is de goedkopere versie van de ooit geplande maar nooit aangelegde metrolijn naar Gosselies. 

## Toegankelijkheid
Het lightrailnetwerk van Charleroi is slecht toegankelijk voor minder validen. Binnen in de Light Rail Véhicule-trams is een trede, alleen de rond 2023-2025 verbouwde stellen hebben bij één deur een rolstoelplank waardoor rolstoelgebruikers in kunnen stappen. De in het diagram getekende toegankelijkheidssymbolen hebben alleen betrekking op de instap van het perron tot de eerste trede van de tram, het geeft niet aan of het perron toegankelijk is.
De meeste van de als metrohaltes gebouwde stations (Piges en de stations Waterloo, Janson, Vilette en Ouest op centrale ring) hebben een gelijkvloerse instap tot aan deze onderste trede, maar zijn op een viaduct of in een tunnel zijn gebouwd en alleen toegangkelijk per (rol)trap. Alleen Palais en Parc zijn uitgerust met een lift.
De stations Faubourg de Bruxelles, Bruyere, Madeleine, Rue Bertaux (alleen richting Faubourg de Bruxelles), Rue de Gilly (alleen richting centrale ring), Puissant, Marie Curie, Dechassis, La Planche en Sacré Madame en Gare Centrale hebben perrons die met een hellingbaan te bereiken zijn.
De stations Calvaire, Léopold, Carosse, Rue Bertaux (alleen richting centrale ring), Rue de Gilly (alleen richting Faubourg de Bruxelles), Saint Antoine, Tirou en Sambre hebben een instap op stoephoogte waarbij een vrij hoge instap ontstaat.

## Galerij

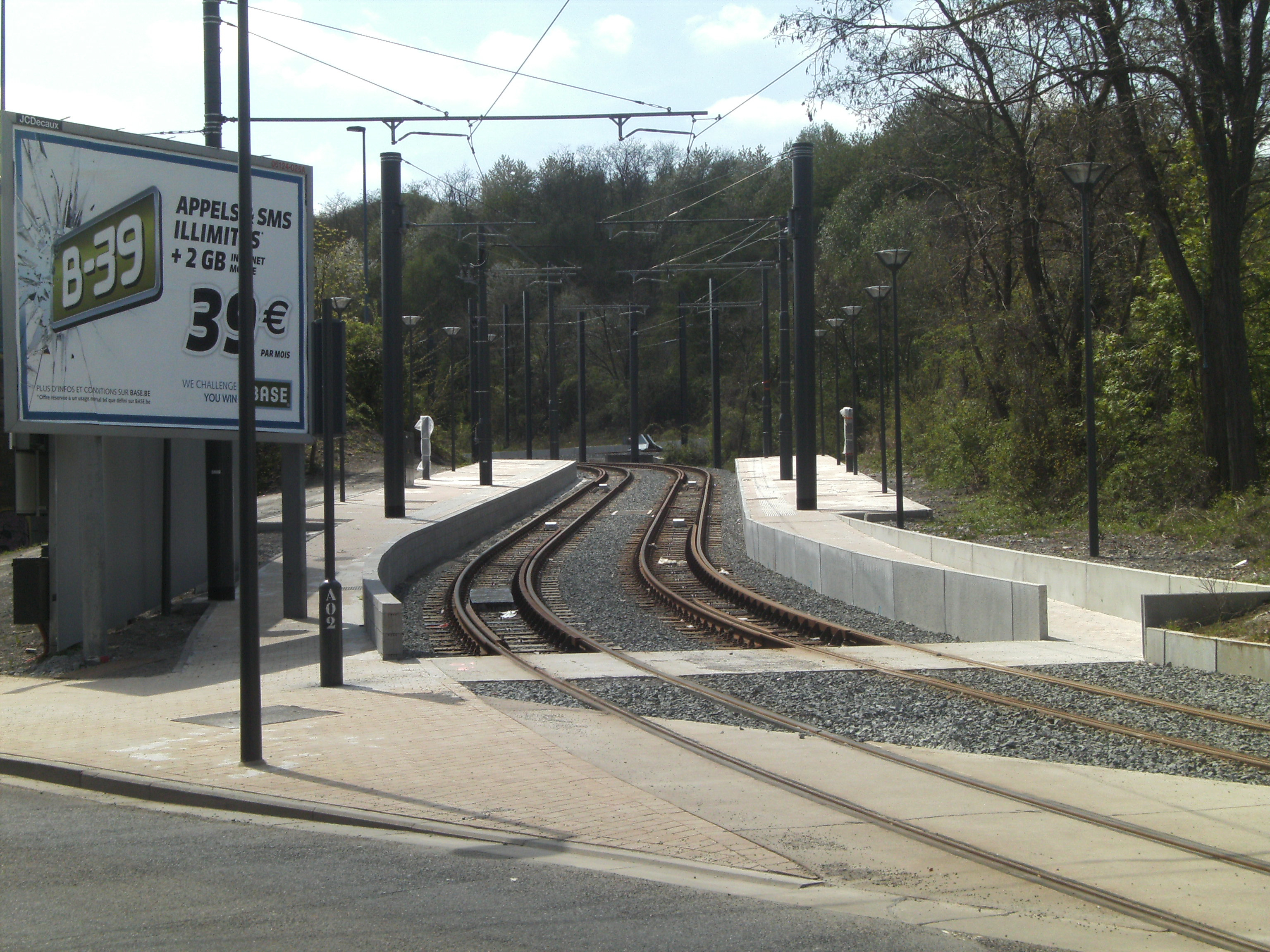
Sacré Madame halte in Dampremy.
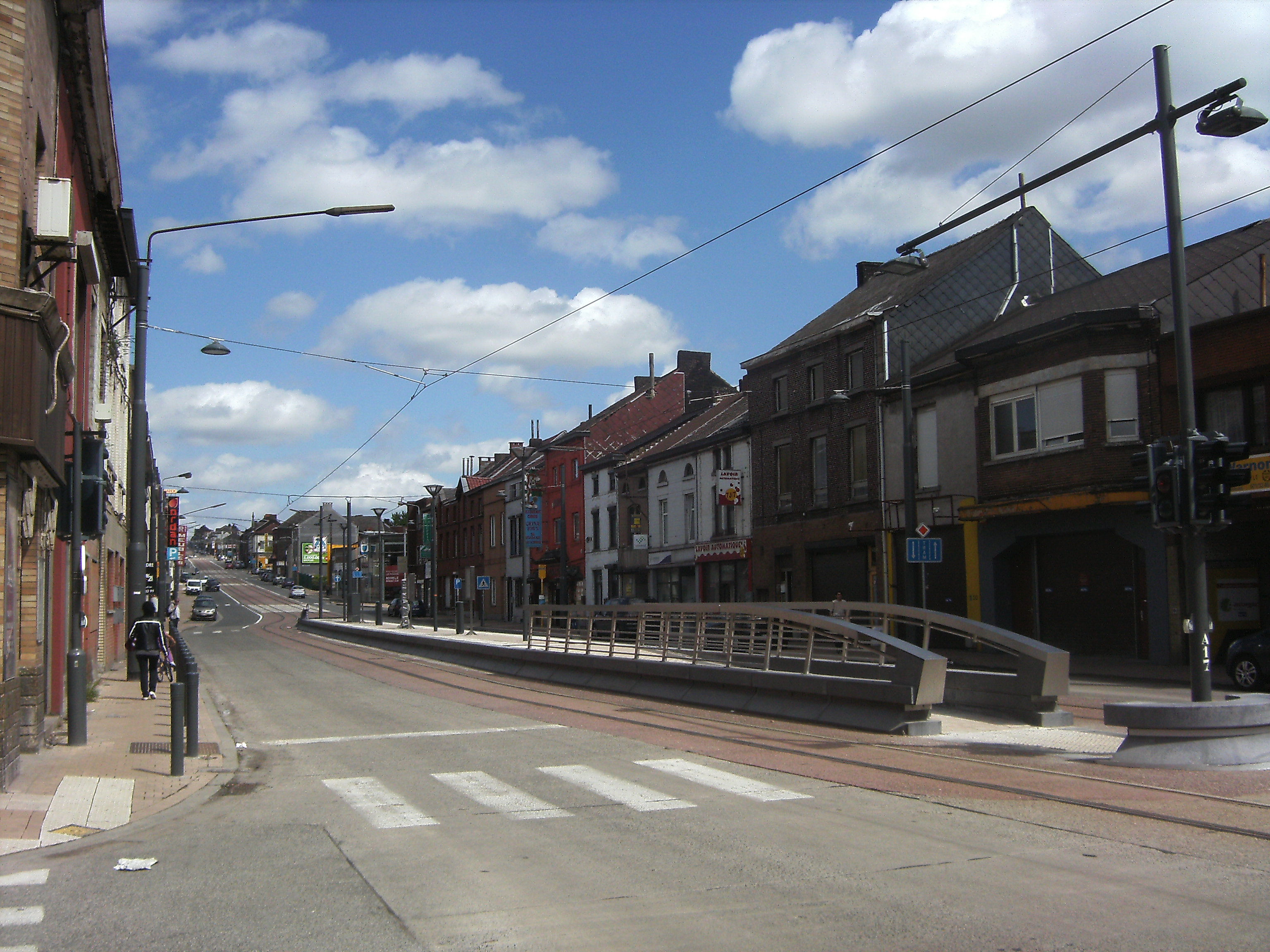
La Planche halte in Dampremy.
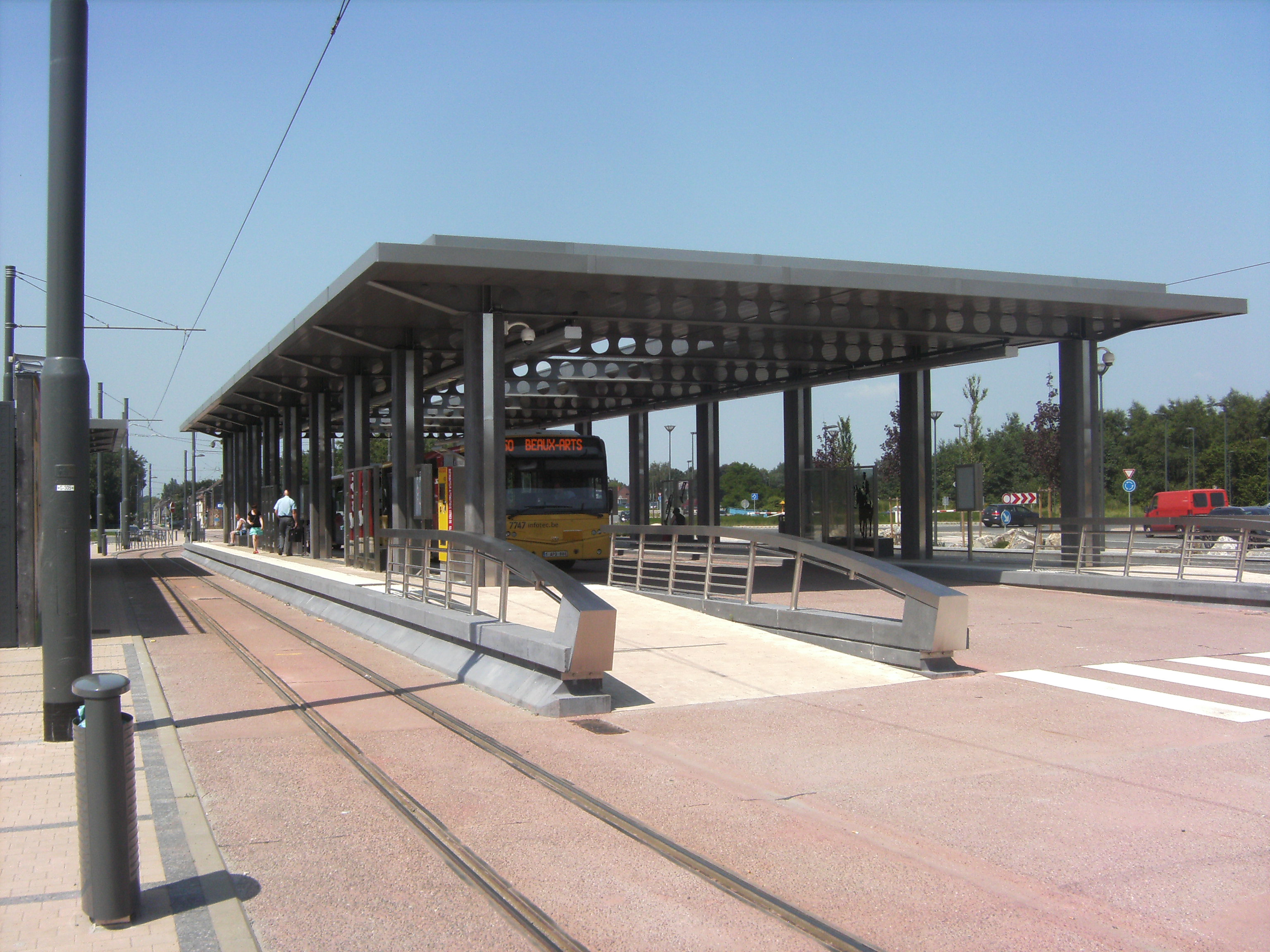
Madeleine halte in Jumet.
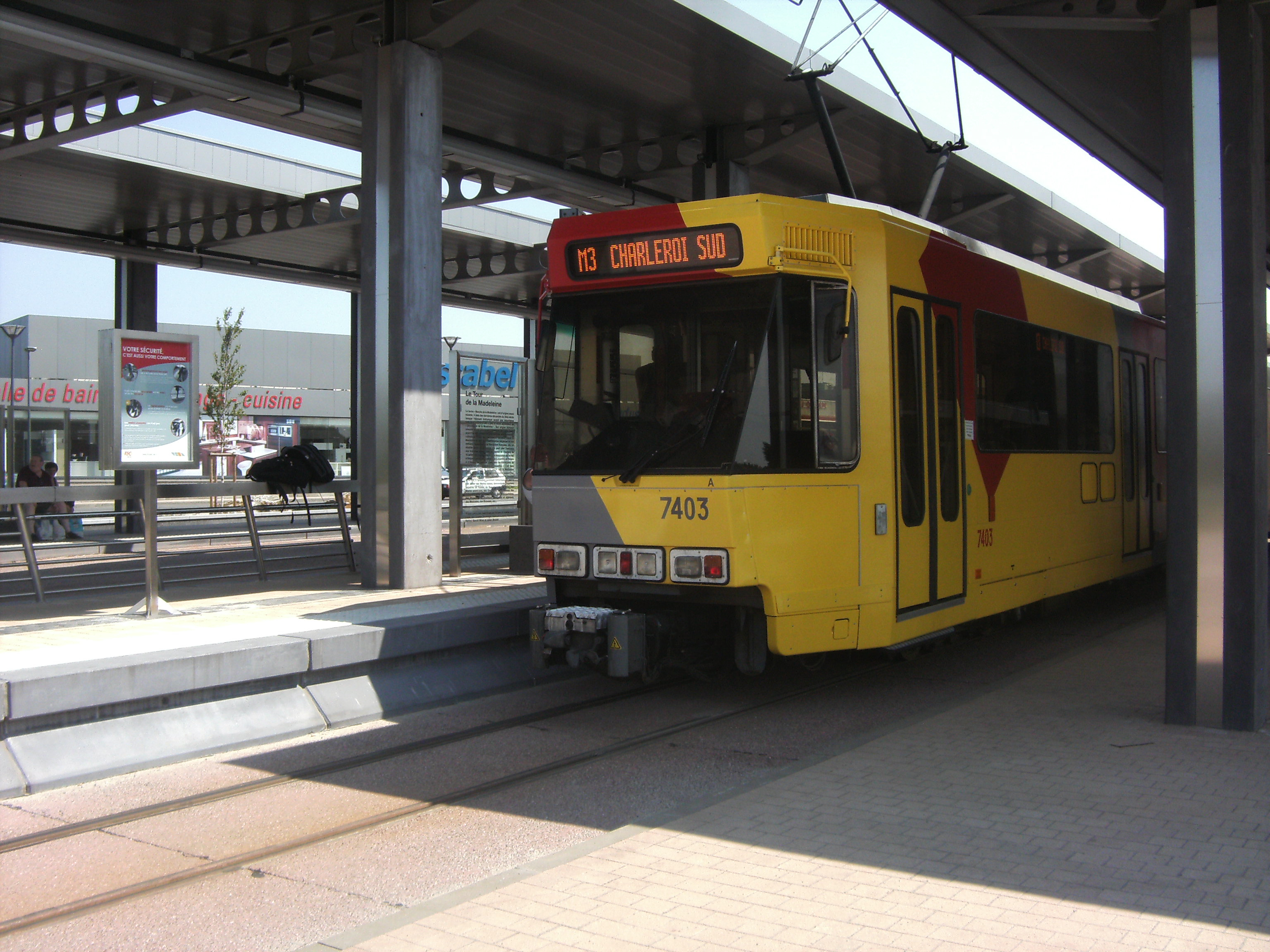
Tram aan de halte Madeleine.
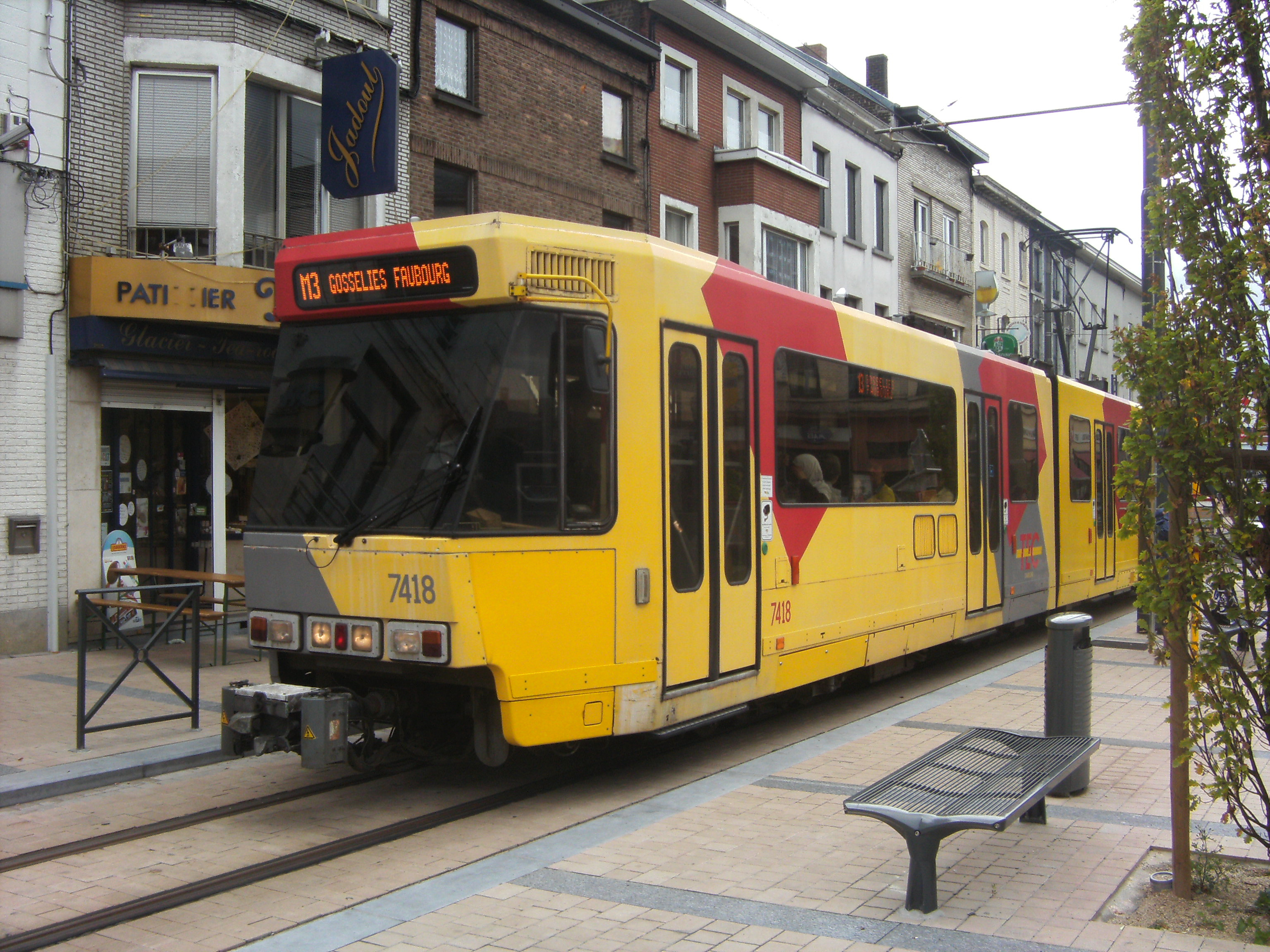
Tram in de straten van Gosselies.
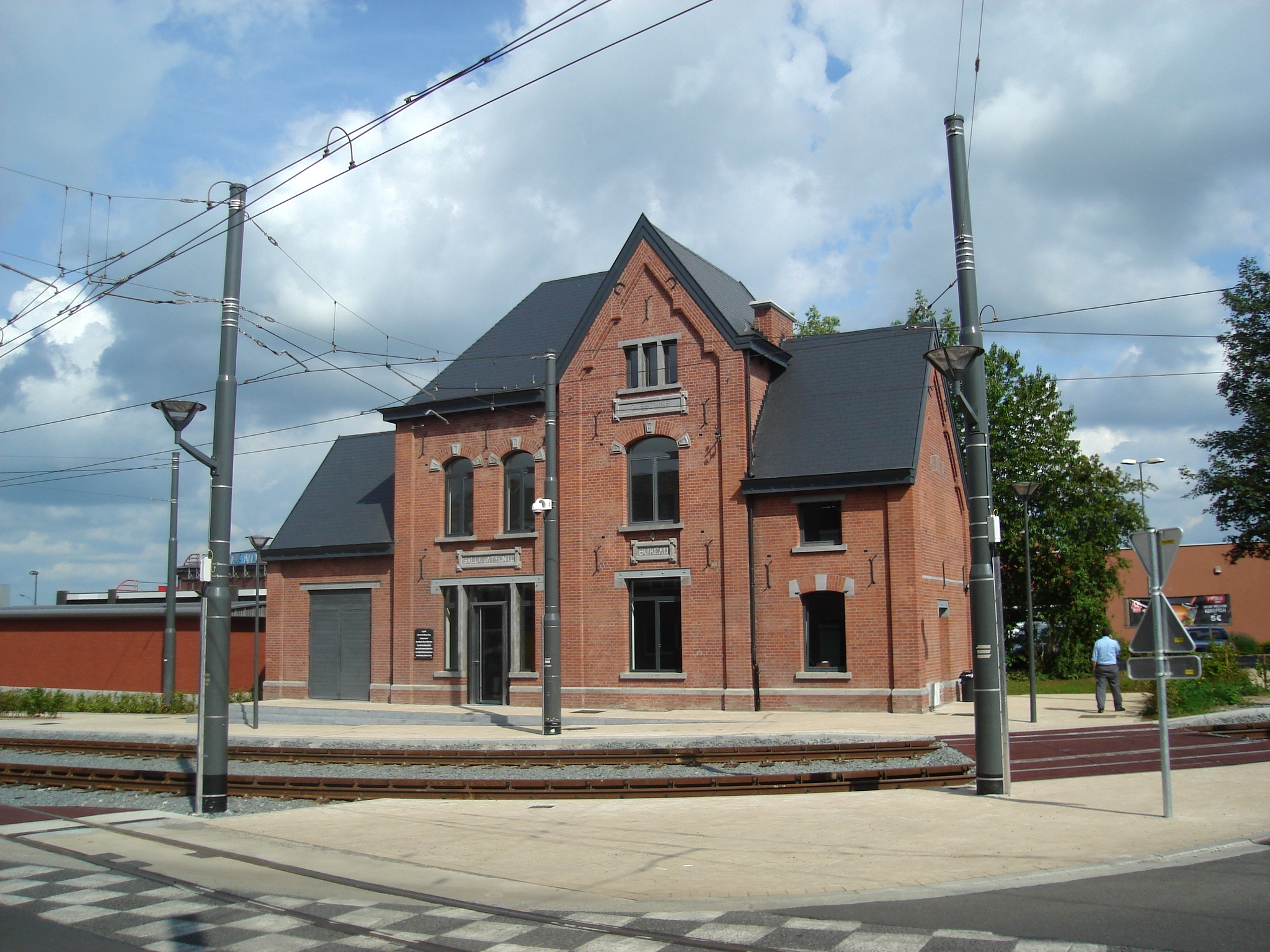
Eindhalte Faubourg de Bruxelles in Gosselies.